# March Engineering
A March Engineering egy volt autóverseny csapat. 1969-ben alakult, nevét alapítóiról kapta: Max Mosley, Alan Rees, Graham Coaker és Robin Herd.

## Története
Robin Herd korábban a McLarennek dolgozott, mint nagy becsben álló fiatal mérnök; ő tervezte a négykerékhajtású Cosworth-autót, ami nem lett sikeres. A csapat 1969-ben állt össze és egy kis bicesteri gyárba települt.
Jackie Stewart éppen akkor nyerte meg a világbajnokságot egy Matrával. A francia cég 1970-ben eltökélten használta saját gyártmányú V12 motorjait, ám ezek nem voltak ínyére sem Stewartnak, sem Ken Tyrellnek. Inkább vállalták azt a kihívást, hogy másfajta megfelelő alvázat találjanak.

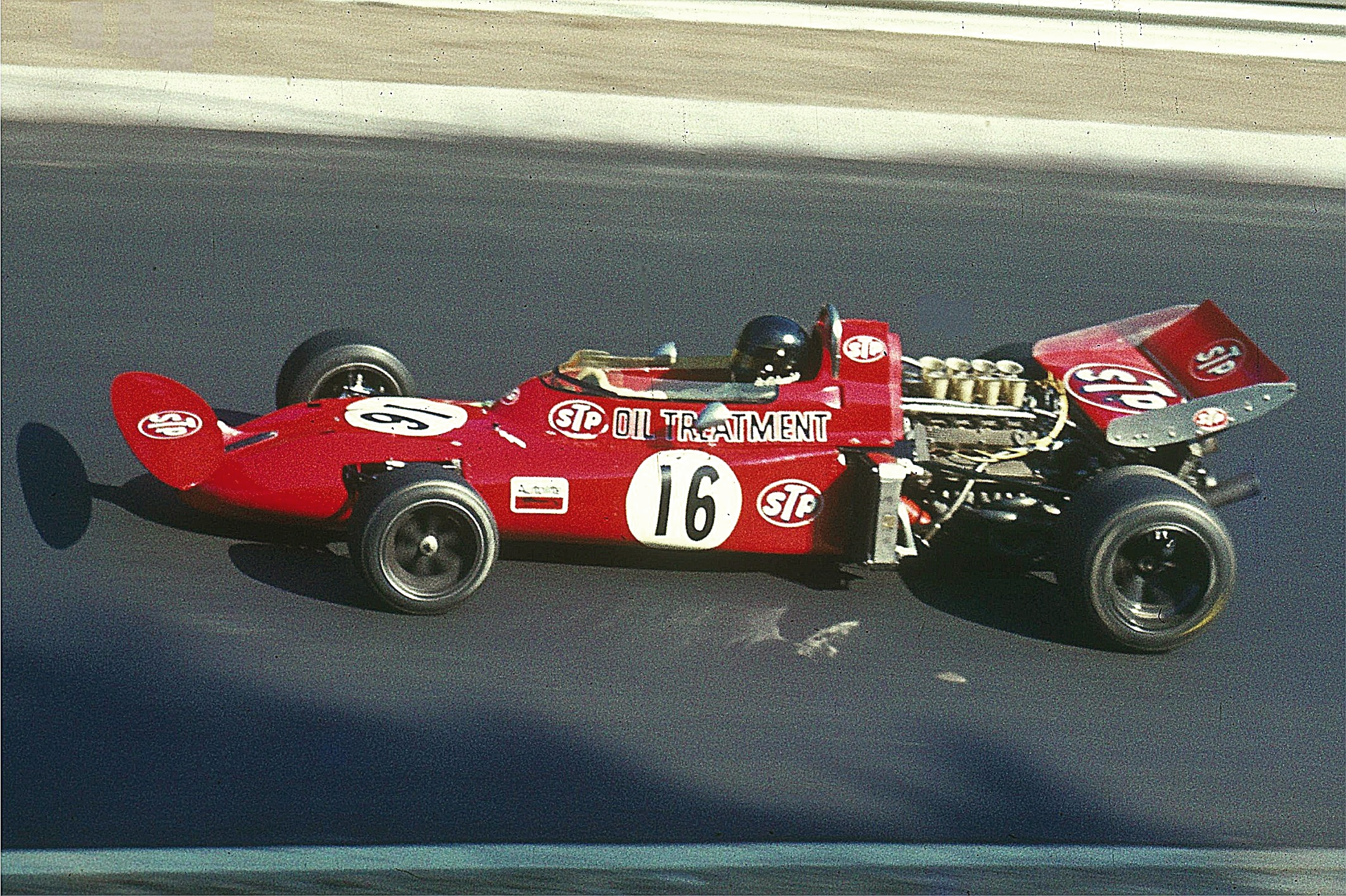
Andrea de Adamich a német nagydíjon az új March 711-ben

Miután Jochen Rindt-et nem sikerült átcsábítani a Lotus-tól, mindent megtettek annak érdekében, hogy egy sztárpilótát tudjanak magukhoz csábítani: gyártói csapatot állítottak ki és rendelésre szállítottak autókat a Formula–1-be. Négy March 701 szerepelt a dél-afrikai mezőnyben. Készítettek járműveket a Forma-2, a Forma-3 és a Forma-5000 számára is. Gyári versenyzőik: Chris Amon és Jo Siffert voltak. Kaptak támogatást a SIP-től, továbbá fenntartottak egy tartalékautót, amivel Mario Andretti indult különböző versenyeken.
Sorra épültek a 701-esek és Amon győzött rögtön az elején a silverstone-i nemzetközi nagydíjon. Azután Stewart nyerte meg a Világbajnokok Versenyét Brands Hatch-ben, Kyalamiban pedig fej fej mellett Amonnal, első rajtrácsról indult. A versenyen azonban Jack Brabham fölényesen győzött a BT33-mal, míg Amon kiesett, Stewart pedig harmadik lett.
Stewart nyert Spanyolországban, ám a nehézkes 701 hamarosan "vért izzadhatott", különösen az új Lotus 72 ellen. Az év végén Stewart elhagyta a csapatot az első Tyrell kedvéért. A March szerződtette a tehetséges, fiatal svéd versenyzőt, Ronnie Petersont és Herd bedobta a híres "lapos tányér" elülső szárnnyal felszerelt újszerű 711-et. Peterson igencsak versenyképes volt ezzel az autóval és bár a Tyrellhez csatlakozott Stewart komoly ellenfelet jelentett, Ronnie nem kevesebb mint hat alkalommal ért el második helyezést és a szezon végére a világbajnoki cím várományosa lett.
Herd következő újítása a 721X volt, amelynek vezetési tulajdonságait a motor és a tengely közé szerelt sebességváltó javította. A March-ot nem érdekelte a kezdő Niki Lauda figyelmeztetése, hogy az autó reménytelen, jóval később Peterson is erre a következtetésre jutott. Helyettesítéseképpen összedobták a 721G-t saját Forma-2-es autójuk mintájára. Házon belül tréfásan "G-terv"-nek becézték, a Guinness Rekordok Könyvére utalva, mivel olyan gyorsan készült el.

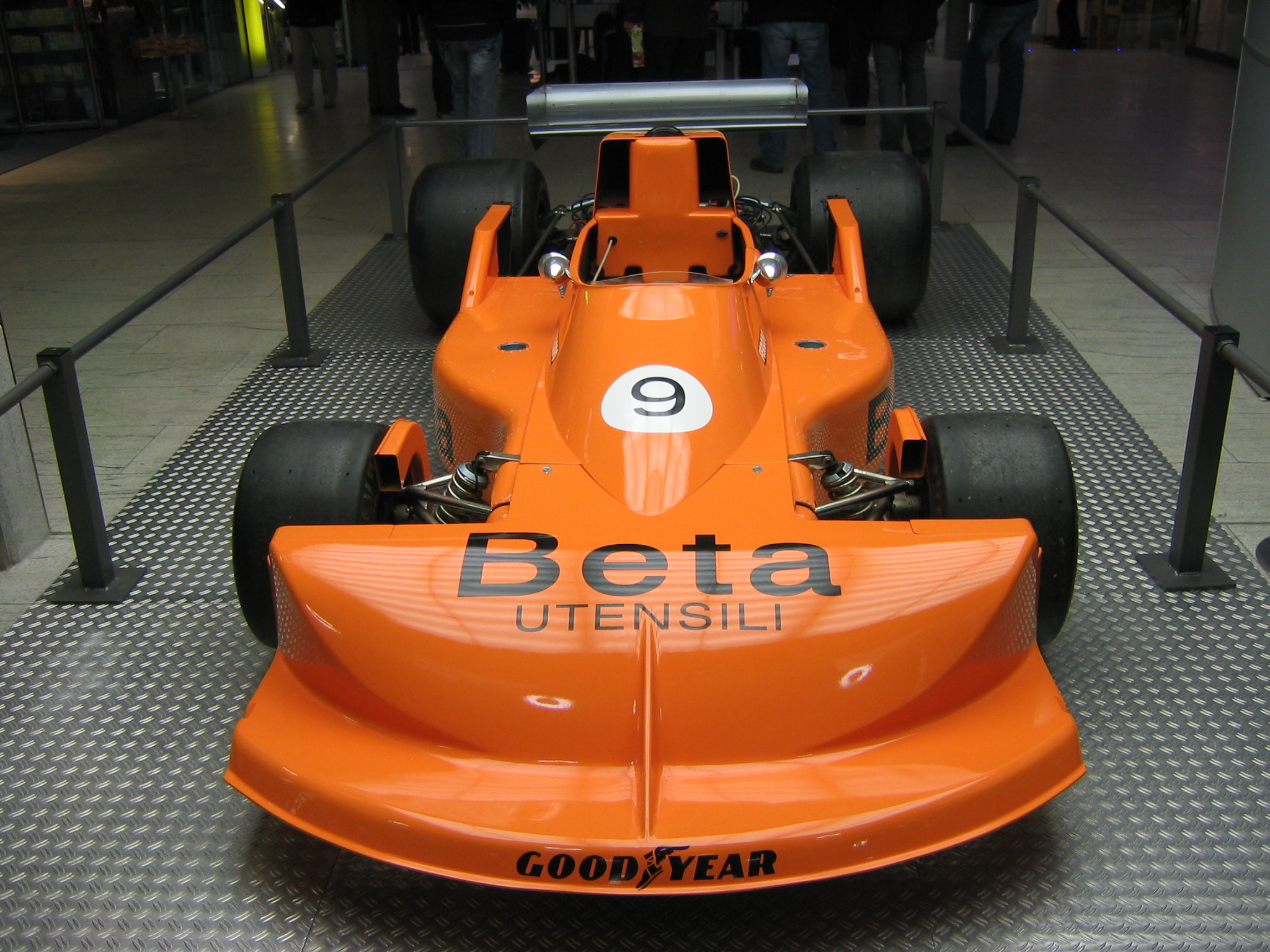
March 761-es

Peterson 1973-ra átállt a Lotus-hoz, azután a pénzügyi gondoktól és megrendelői határidőktől egyaránt szorongatott March, túlélési stratégiaként, feljavított Forma-2-es autókat állított ki a Grand Prix-n, rendszerint fizetett versenyzőkkel. Noha Stewart 1970-ben megnyerte azt a bizonyos második versenyt Spanyolországban, az első "gyártói" győzelem még 1975-ig váratott magára. Majd Ausztriában teljesült, amikor Vittorio Brambilla, "a monzai gorilla" eső miatt lerövidített versenyen nyert.
Peterson 1976-ban visszatért, és mielőtt átállt volna a Tyrellhez, megnyerte az olasz nagydíjat a 761-gyel.

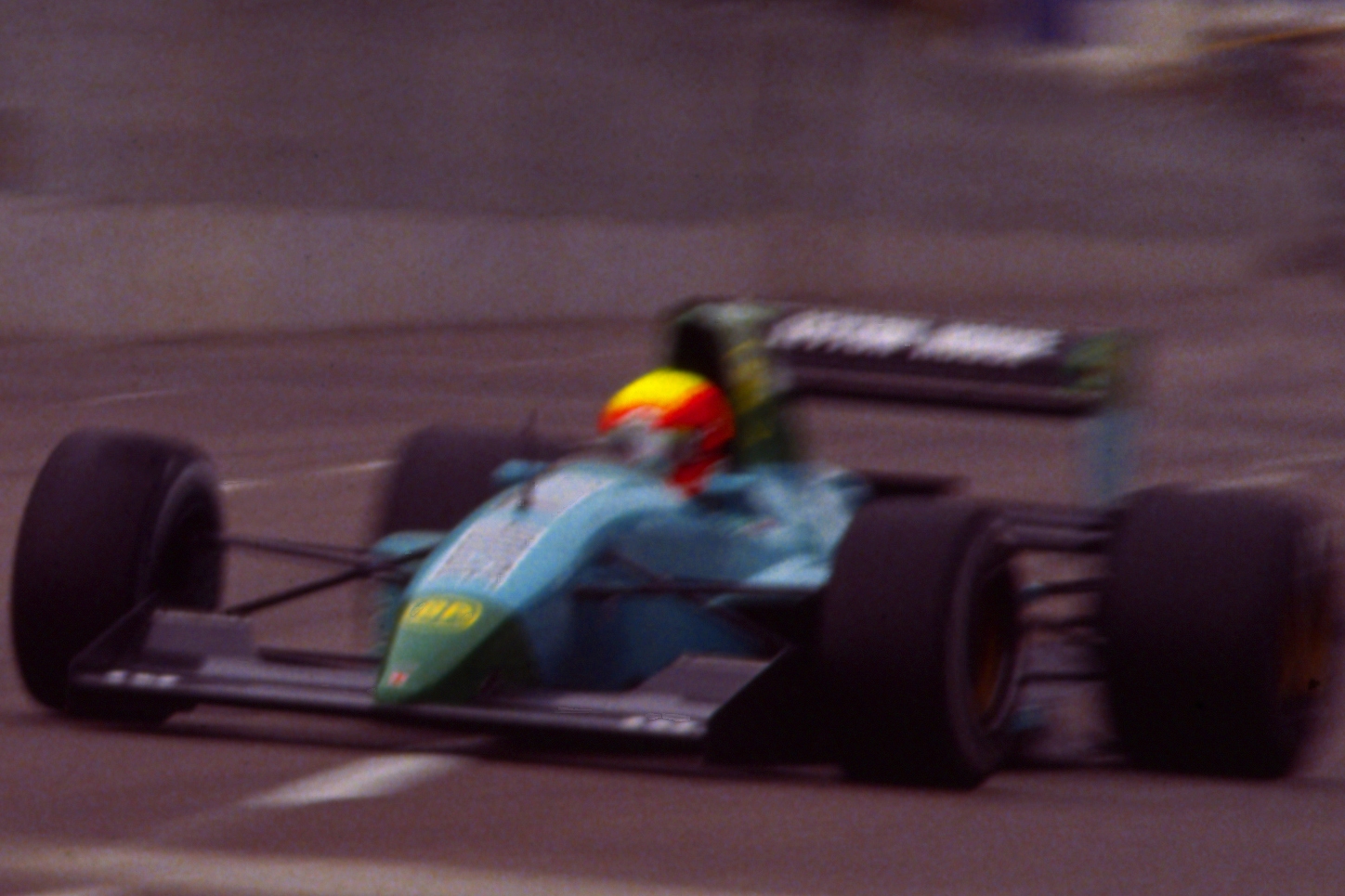
Mauricio Gugelmin 1991-ben

A következő szezon végén a March eltűnt a Formula–1 színteréről, s egy évtized múlva bukkant fel újból, a Leyton House konszern támogatásával. Agari Akita, a cégtulajdonos később többrendbeli csalás vádjával került bíróság elé Japánban.
Ivan Capelli felvillantotta a tehetség szikráit az Adrian Newey-féle 881-es és CG901-es konstrukciókkal. Második lett 1988-ban Portugáliában, majd 1990-ben Franciaországban. Ettől függetlenül az 1992-es évad végén a pénztárcájának nyomasztó kiürülése ellen küszködő March háttérbe vonult.

## Fordítás
- Ez a szócikk részben vagy egészben  a   March Engineering című angol Wikipédia-szócikk fordításán alapul.  Az eredeti cikk szerkesztőit annak laptörténete sorolja fel. Ez a jelzés csupán a megfogalmazás eredetét és a szerzői jogokat jelzi, nem szolgál a cikkben szereplő információk forrásmegjelöléseként.